# South Yardley
South Yardley – dzielnica miasta Birmingham, w Anglii, w West Midlands, w dystrykcie Birmingham. Leży 6,4 km od centrum miasta Birmingham i 158,6 km od Londynu. W 2011 roku dzielnica liczyła 30 786 mieszkańców.